# Грива (Новгородская область)
Грива — опустевшая деревня в Хвойнинском муниципальном округе Новгородской области.

## География
Находится в северо-восточной части Новгородской области на расстоянии приблизительно 23 км на запад-юго-запад по прямой от районного центра Хвойная.

## История
Была отмечена ещё на карте 1840 года. В 1910 году здесь (деревня Боровичского уезда Новгородской губернии) было учтено 40 дворов. До 2020 года входила в Песское сельское поселение.

## Население
Численность населения: 187 человек (1910 год), 0 как в 2002 году, так и в 2010.